# Nucleotethya bifida
Nucleotethya bifida är en svampdjursart som beskrevs av Sarà och Bavestrello 1996. Nucleotethya bifida ingår i släktet Nucleotethya och familjen Tethyidae. Inga underarter finns listade i Catalogue of Life.